# Lasioglossum semisculptum
Lasioglossum semisculptum är en biart som först beskrevs av Cockerell 1911.  Lasioglossum semisculptum ingår i släktet smalbin, och familjen vägbin. Inga underarter finns listade i Catalogue of Life.